# Шемс ед-Дін Мехмет
Шемс ед-Дін Мехмет (тур. Karamanoğlu Mehmet Bey; 1240 — 1277) — 2-й бей Караманідів в 1261—1277 роках. Відомий також як Мехмед-бей I Караманід.

## Життєпис
Син Караман-бея.Народився 1240 року. Разом з батьком брав участь у походах до кілікійського царства та проти султана Килич-Арслана IV. Після загибелі батька близько 1261 року був захоплений разом з братами Сулейманом Мюїн ад-діном, що був фактичним правителем Румського султанату. Номінально Мехмет вважався очільником володінь Караманідів.
Разом з братами звільнився з полону лише після смерті султана 1265 року. Ймовірно значний час витратив на відновлення військової та економічної потуги свого бейліка.
1276 року підтримав повстання огузів Шараф ад-Діна Хатироглу проти монголів. На дяку останній передав Мехмет-бею місто Ерменеке, що колись належало його батькові. Слідом за цим війська Караманіда зайняли Ічель та завдали поразки армії перване Мюїн ад-Діна вбитві на річці Гексу.
1277 року бей доєднався до перемовин в Ельбістані з мамлюкським султаном Бейбарсом щодо утворення широкої антимонгольської коаліції. Брав участь у битві біля Ельбістану, де монголи та султан Кей-Хосров III зазнали тяжкої поразки. Потім Бейбарс повернувся до Єиту, призначивши Мехмет-бея намісником (бейлербеєм) захоплених Сівасу, Кайсері, Ерзіджану.
Слідом за цим Мехмет-бей підтримав повстання Джимрі (Псевдо-Сіявуша, сина Кей-Кавуса II), від іменіякого захопив столицю султаната Конью. У червні того ж року в битвібіля Акшехіра завдав поразки війську султана. Втім у вересні 1277 року проти Мехмет-бея виступило монгольське військо на чолі із Джувейні. Біля фортеці Курбагі під час однієї з сутичок Мехмет-бей разом з синами потрапив у засідку та загинув. Йому спадкував брат Гюнері.